# Notocampsis ferruginea
Notocampsis ferruginea là một loài tò vò trong họ Ichneumonidae.